# Prügy
Prügy is een plaats (község) en gemeente in het Hongaarse comitaat Borsod-Abaúj-Zemplén. Prügy telt 2637 inwoners (2001).